# Wereldkampioenschap Supersport

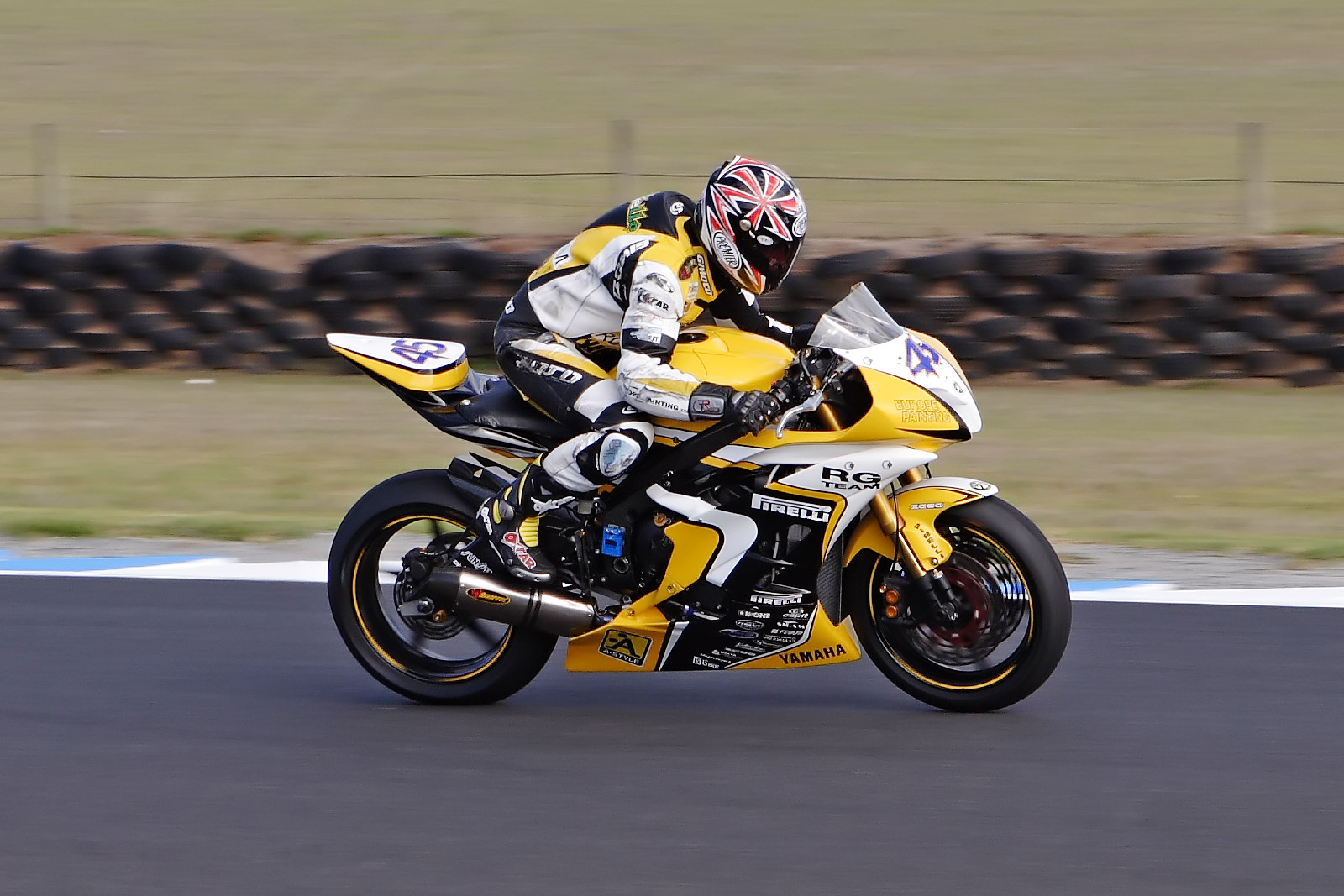
Gianluca Vizziello met de Yamaha YZF-R6 op Phillip Island

Het Wereldkampioenschap Supersport is een wegraceklasse voor gemodificeerde straatmotoren. De klasse is ook onder de afkorting WSS bekend en wordt sinds 1999 onder de hoede van de FIM officieel als wereldkampioenschap verreden. De wedstrijden vinden plaats in het voorprogramma van het Wereldkampioenschap Superbike.

## Historie
Bij de introductie in 1990 van de Supersport-klasse werd er gestreden om het “Europees kampioenschap”. In 1997 en 1998 werd er twee jaar gereden in de “Wereldserie”. In 1999 werd er voor het eerst gestreden om het wereldkampioenschap in deze klasse. Het Nederlandse "Ten Kate" raceteam uit Nieuwleusen is een van de succesvolste teams in deze klasse, door zeven keer op rij het wereldkampioenschap te veroveren.

### Wereldkampioenen
| Jaar                   | Kampioen               | Land                   | Fabrikant              | Type                   | Tweede plaats          | Derde plaats             |
| Europees kampioenschap | Europees kampioenschap | Europees kampioenschap | Europees kampioenschap | Europees kampioenschap | Europees kampioenschap | Europees kampioenschap   |
| ---------------------- | ---------------------- | ---------------------- | ---------------------- | ---------------------- | ---------------------- | ------------------------ |
| 1990                   | Howard Selby           | GBR                    | Yamaha                 |                        |                        |                          |
| 1991                   | Luis d'Antin           | ESP                    | Honda                  |                        |                        |                          |
| 1992                   | Stefan Scheschowitsch  | GER                    | Honda                  |                        |                        |                          |
| 1993                   | Michaël Paquay         | BEL                    | Honda                  |                        |                        |                          |
| 1994                   | Yves Briguet           | SUI                    | Honda                  |                        |                        |                          |
| 1995                   | Michaël Paquay         | BEL                    | Ducati                 |                        |                        |                          |
| 1996                   | Fabrizio Pirovano      | ITA                    | Ducati                 |                        |                        |                          |
| Wereldserie            |                        |                        |                        |                        |                        |                          |
| 1997                   | Paolo Casoli           | ITA                    | Ducati                 | 748                    | Vittoriano Guareschi   | Yves Briguet             |
| 1998                   | Fabrizio Pirovano      | ITA                    | Suzuki                 | GSX-R600               | Vittoriano Guareschi   | Stéphane Chambon         |
| Wereldkampioenschap    |                        |                        |                        |                        |                        |                          |
| 1999                   | Stéphane Chambon       | FRA                    | Suzuki                 | GSX-R600               | Iain MacPherson        | Piergiorgio Bontempi     |
| 2000                   | Jörg Teuchert          | GER                    | Yamara                 | YZF-R6                 | Paolo Casoli           | Stéphane Chambon         |
| 2001                   | Andrew Pitt            | AUS                    | Kawasaki               | ZX-6R                  | Paolo Casoli           | Jörg Teuchert            |
| 2002                   | Fabien Foret           | FRA                    | Honda                  | CBR600F                | Katsuaki Fujiwara      | Stéphane Chambon         |
| 2003                   | Chris Vermeulen        | AUS                    | Honda                  | CBR600RR               | Stéphane Chambon       | Jurgen van den Goorbergh |
| 2004                   | Karl Muggeridge        | AUS                    | Honda                  | CBR600RR               | Broc Parkes            | Jurgen van den Goorbergh |
| 2005                   | Sébastien Charpentier  | FRA                    | Honda                  | CBR600RR               | Kevin Curtain          | Katsuaki Fujiwara        |
| 2006                   | Sébastien Charpentier  | FRA                    | Honda                  | CBR600RR               | Kevin Curtain          | Kenan Sofuoğlu           |
| 2007                   | Kenan Sofuoğlu         | TUR                    | Honda                  | CBR600RR               | Broc Parkes            | Fabien Foret             |
| 2008                   | Andrew Pitt            | AUS                    | Honda                  | CBR600RR               | Jonathan Rea           | Josh Brookes             |
| 2009                   | Cal Crutchlow          | GBR                    | Yamara                 | YZF-R6                 | Eugene Laverty         | Kenan Sofuoğlu           |
| 2010                   | Kenan Sofuoğlu         | TUR                    | Honda                  | CBR600RR               | Eugene Laverty         | Joan Lascorz             |
| 2011                   | Chaz Davies            | GBR                    | Yamaha                 | YZF-R6                 | David Salom            | Fabien Foret             |
| 2012                   | Kenan Sofuoğlu         | TUR                    | Kawasaki               | ZX-6R                  | Jules Cluzel           | Sam Lowes                |
| 2013                   | Sam Lowes              | GBR                    | Yamaha                 | YZF-R6                 | Kenan Sofuoğlu         | Fabien Foret             |
| 2014                   | Michael van der Mark   | NED                    | Honda                  | CBR600RR               | Jules Cluzel           | Florian Marino           |
| 2015                   | Kenan Sofuoğlu         | TUR                    | Kawasaki               | ZX-6R                  | P.J. Jacobsen          | Lorenzo Zanetti          |
| 2016                   | Kenan Sofuoğlu         | TUR                    | Kawasaki               | ZX-6R                  | Jules Cluzel           | Randy Krummenacher       |
| 2017                   | Lucas Mahias           | FRA                    | Yamaha                 | YZF-R6                 | Kenan Sofuoğlu         | Jules Cluzel             |
| 2018                   | Sandro Cortese         | GER                    | Yamaha                 | YZF-R6                 | Lucas Mahias           | Jules Cluzel             |
| 2019                   | Randy Krummenacher     | SUI                    | Yamaha                 | YZF-R6                 | Federico Caricasulo    | Jules Cluzel             |
| 2020                   | Andrea Locatelli       | ITA                    | Yamaha                 | YZF-R6                 | Lucas Mahias           | Philipp Öttl             |
| 2021                   | Dominique Aegerter     | SUI                    | Yamaha                 | YZF-R6                 | Steven Odendaal        | Manuel González          |
| 2022                   | Dominique Aegerter     | SUI                    | Yamaha                 | YZF-R6                 | Lorenzo Baldassarri    | Can Öncü                 |
| 2023                   | Nicolò Bulega          | ITA                    | Ducati                 | Panigale V2            | Stefano Manzi          | Marcel Schrötter         |
| 2024                   | Adrián Huertas         | ESP                    | Ducati                 | Panigale V2            | Stefano Manzi          | Yari Montella            |